# Сеид-Рза, Мир Керим-оглы
Мир Кери́м оглы́ Сеид-Рза́ (азерб. Mir Kərim oğlu Seyid-Rza; 12 января 1925, Баку, Азербайджанская ССР — 27 июля 1995, Баку, Азербайджанская Республика) — советский и азербайджанский учёный в области нефтяной промышленности, профессор, доктор технических наук, член-корреспондент Национальной академии наук Азербайджана, автор монографии «Появление грифонов при бурении нефтяных и газовых скважин», заслуженный изобретатель СССР (1989).
Директор Азербайджанского научно-исследовательского проектного института нефти (Азнипинефть) с 1976 по 1992 годы.

## Ранние годы
Родился 12 января 1925 года в многодетной семье в городе Баку.
В 1946 году с отличием окончил Азербайджанский индустриальный институт по специальности «горный инженер».
После окончания института работал в нефтедобывающей промышленности.
В 1958 году под его руководством была пробурена скважина с наклоном в 800 метров и глубиной в 2550 метров, что было мировым рекордом на тот момент.
В 1962 году был назначен главным инженером управления бурения «Нефтяных Камней». Его Исследования и рекомендации позволили впервые в мировой практике предотвратить появление грифонов на «Нефтяных Камнях» и других платформах.
В 1958 году защитил кандидатскую диссертацию, в том же году стал главным инженером, а также заместителем директора «Азнипинефти» (Азербайджанского научно-исследовательского проектного института нефти).

## Доктор наук и заслуженный изобретатель
В 1962 году защитил докторскую диссертацию, в которой впервые в СССР были предложены способы предупреждения широко распространенных осложнений в нефтедобычи.
В 1964 году ему присвоено звание «Заслуженный изобретатель Азербайджанской ССР».
С 1976 года по 1992 год Сеид-Рза Мир Керим оглы являлся директором «АЗНИПИнефти».
С 1979 года по 1995 год являлся главным редактором журнала «Азербайджанское Нефтяное Хозяйство».
В 1980 году был избран членом-корреспондентом Академии наук Азербайджана.
В 1989 году Сеид-Рза Мир Керим оглы был удостоен почетного звания Заслуженный изобретатель СССР.
Скончался 27 июля 1995 года в Баку.

## Публикации
- Предупреждение осложнений в кинетике буровых процессов / М. К. Сеид-Рза, Т. Г. Фараджев, Р. А. Гасанов. — М. : Недра, 1991. — 271,[1] с. : ил.; 21 см; ISBN 5-247-02373-0
- Устойчивость стенок скважин / М. К. Сеид-Рза, Ш. И. Исмайылов, Л. М. Ортман. — М. : Недра, 1981. — 176 с.

## Личная жизнь
Сеид-Рза Мир Керим оглы был женат. У него трое дочерей и сын.